# 建基法不況
建基法不況（けんきほうふきょう）とは、建築基準法の改正を定めた平成18年法律第92号が2007年6月20日に施行されたことで全国的に建設業の円滑な業務遂行が妨げられ、日本が陥った景気減速のことである。改正建築基準法不況、国交省不況、コンプライアンス不況とも呼ばれる。当時の国土交通大臣の冬柴鐵三の名前をとって冬柴不況と呼ぶ週刊誌なども存在する。

## 経済統計
2007年の始め、日本の内閣は2007年度の国内総生産の見通しを521.9兆円としていたが、2007年末の時点で内閣は2007年度の実績見込みを516.0兆円とし、これを下方修正した。実質経済成長率は当初見通しの2.0%増が1.3%増へと下方修正され、名目経済成長率は当初見通しの2.2%増が0.8%増へと下方修正されている。この原因について町村信孝内閣官房長官は、実質経済成長率の0.7%の下方修正分が主として建築基準法の改正に基づくものであると認めている。

## 法改正の経過
2005年、一級建築士（当時）のA氏やヒューザーによる構造計算書偽造の発覚に端を発し、一連の構造計算書偽造問題が起きた。
同様の問題の再発を防止すべく第3次小泉改造内閣は、2006年3月31日に、建築物の安全性の確保を図るための建築基準法等の一部を改正する法律案（政府案）を閣議決定し、第164回国会に提出した。一方、
民主党・無所属クラブの長妻昭衆議院議員他4名は2006年4月27日に、居住者・利用者等の立場に立った建築物の安全性の確保等を図るための建築基準法等の一部を改正する法律案（民主党案）を提出した。付託を受け審議した衆議院国土交通委員会は、2006年5月24日に起立採決を行い、起立少数によって民主党案を否決すべきものと決し、起立多数によって、政府案を原案のとおり可決すべきものと決した。翌2006年5月25日には本会議で起立採決が行なわれ、起立少数によって民主党案は否決された。一方、政府案は起立多数によって可決され、参議院へ送付された。
送付を受けた参議院で、政府案は参議院国土交通委員会に付託され審議された。同委員会は2006年6月13日に挙手採決を行い、賛成多数によって原案どおり可決すべきものと決定した。翌2006年6月14日には本会議で採決が行なわれ、賛成135反対96で同法案は可決され、政府案は原案通り成立した
。
法案の成立をうけて2006年6月21日、建築物の安全性の確保を図るための建築基準法等の一部を改正する法律（平成18年法律第92号）が公布された。
2007年3月16日、建築物の安全性の確保を図るための建築基準法等の一部を改正する法律の施行期日を定める政令（平成19年政令第48号）が公布された。これにより、建築基準法改正の主要な部分の施行期日は2007年6月20日と決まった。

## 建基法不況へ
法改正により、建築着工前に設計図面などをチェックする建築確認に、新たに構造計算適合性判定制度を導入するなど、建築確認や工事検査を厳格に運用することになった。
しかし、法施行の準備不足で建築確認・検査の実務に関するガイドラインやチェックリストなどを示したのが法施行日の直前になり、その上、構造計算を厳格にするための大臣認定プログラム（注：コンピュータのソフトウエア）は施行日を過ぎても完成しなかった。
さらに施行後も過度な二重チェックなどの厳格すぎる新規定が審査日数の長期化を起し、住宅着工数が激減することになった。
次第に倒産する住宅建設会社が増えはじめ、さらに悪影響は住宅建設会社に留まらず、セメント・鉄鋼・木材の建材メーカーなどにも及び、日雇い労働者の求人数も激減した。これらにより、サブプライム住宅ローン危機の震源地である欧米よりも日本の方が株価が低迷する事態が起こってしまった。
この状況について、町村信孝内閣官房長官（当時）は、2007年12月19日の官房長官記者発表において、「（平成）19年度の（実質GDP）見通しは、プラス2.0%程度ということでしたが、これが1.3%に下がったのは、主として建築基準法の改正に基づくもの、これで住宅が△0.4%、建築系設備投資、例えばスーパーの店舗を建てるといったようなものが企業設備投資に入るわけでありますが、これが△0.2%、ここが大きく響いたのかなということでございます。それに加えて、原油高騰、円高、また、所得の伸びの緩さ、消費もあんまり伸びなかったというようなこともあったようでございますが、大きいのはやはり、建築基準法でございます。」と語った。
また、同年12月28日、冬柴鐵三国土交通相（当時）は閣議後の記者会見で「改正に伴う混乱がこのように生じたこと、それが国民経済にも影響を与えたことについて、心から国民にお詫び申し上げたいと思います。」「手続きの運用についても行き過ぎがありました。このようなことがあったが故に、遅れた部分や大変ご迷惑を掛けた部分がありました。」「社会資本整備審議会に諮って専門家の意見を聴いて、どうあるべきかということについて審議をしていただいて、新しく作るプログラムはこのような条件を満たしたものでなければならないというご意見を学術的な面で聴いてそれに基づいてメーカーが開発するわけですが、これが予想に反してプログラマーにとっては大変難しい問題であって時間がかかったという点については、もう少し予想しなければならなかったのかなと思いました。」などと謝罪した。
さらに、福田康夫首相（当時）も、2008年1月25日の衆議院予算委員会で「行政上の予見が足りなくて産業界に大変御迷惑をかけた。」と謝罪した。
政府も対応策を順次実施して住宅着工数は上昇したが、施行前の水準には戻らないまま1年が経ち、施行から1年後の2008年6月20日、冬柴国土交通相（当時）は、「十分に準備したつもりですけれども、中々習熟していなかったという点がありまして、建築着工が大変な落ち込みをしてしまいました。7月、8月、9月は大変混乱しましたし、国民経済にまで影響を与えるということになってしまったことは、私も再々国民にお詫び申し上げていますけれども、改めてお詫びを申し上げなければならないと思います。」と再度謝罪した。
その後も施行前の水準に戻らないまま3か月後の2008年9月15日にアメリカ合衆国の投資銀行であるリーマン・ブラザーズが破綻するリーマン・ショックが起き、日本経済はさらに深い景気の谷に落ち、住宅着工数もさらに激減し、回復に数年を要することになった。